# The Marriage Ring
The Marriage Ring er en amerikansk stumfilm fra 1918 af Fred Niblo.

## Medvirkende
- Enid Bennett - Anne Mertons
- Jack Holt - Rodney Heathe
- Robert McKim - Hugo Mertons
- Maude George - Aho
- Charles K. French - Koske